# Sinodendron
Sinodendron är ett släkte av skalbaggar som beskrevs av Schneider 1791. Sinodendron ingår i familjen ekoxbaggar.

## Bildgalleri

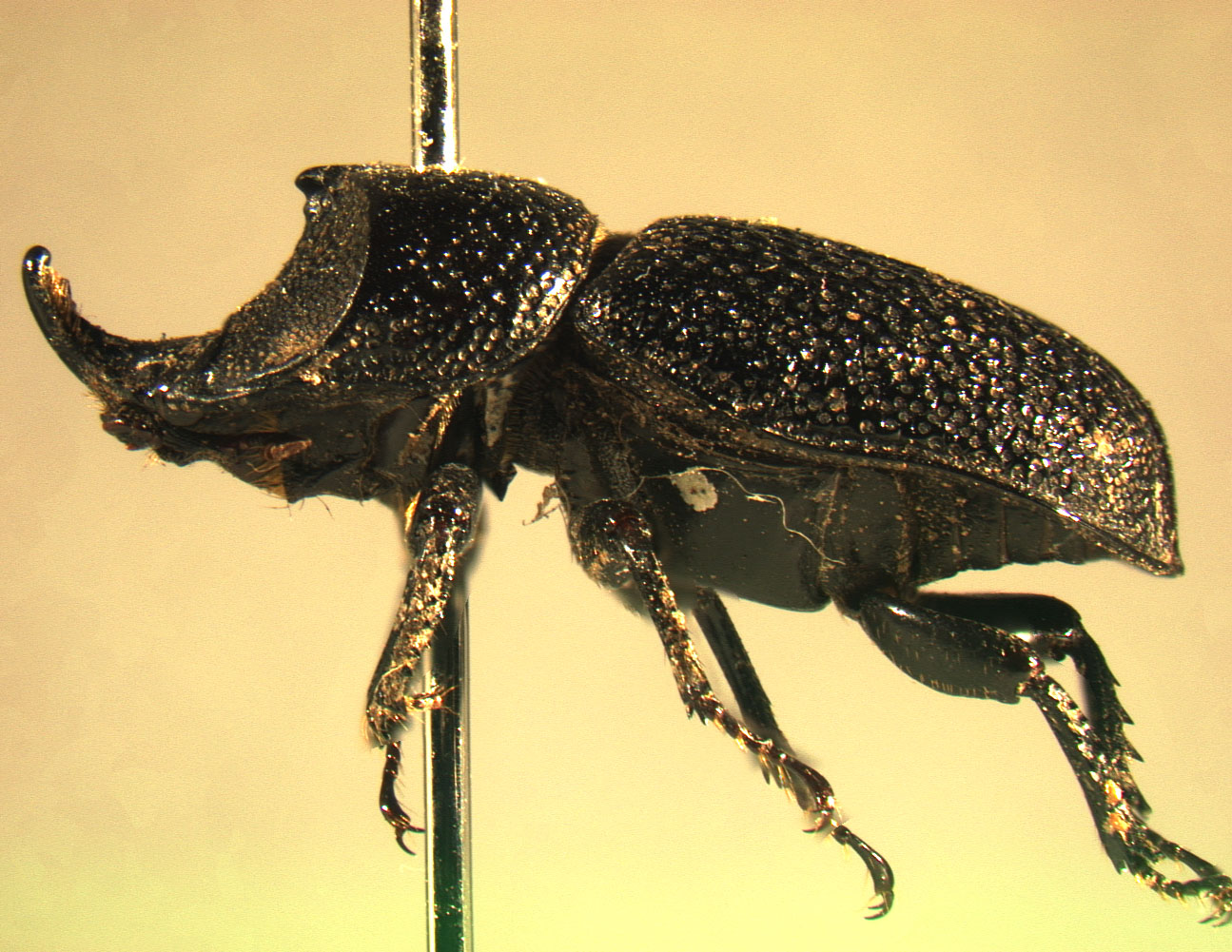
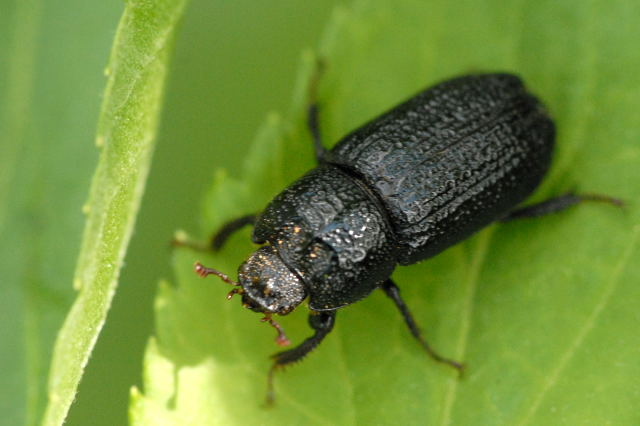
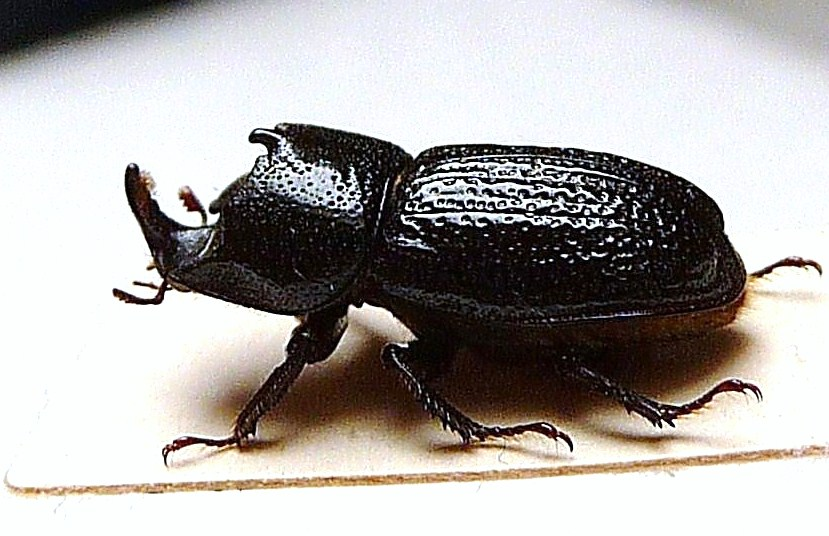
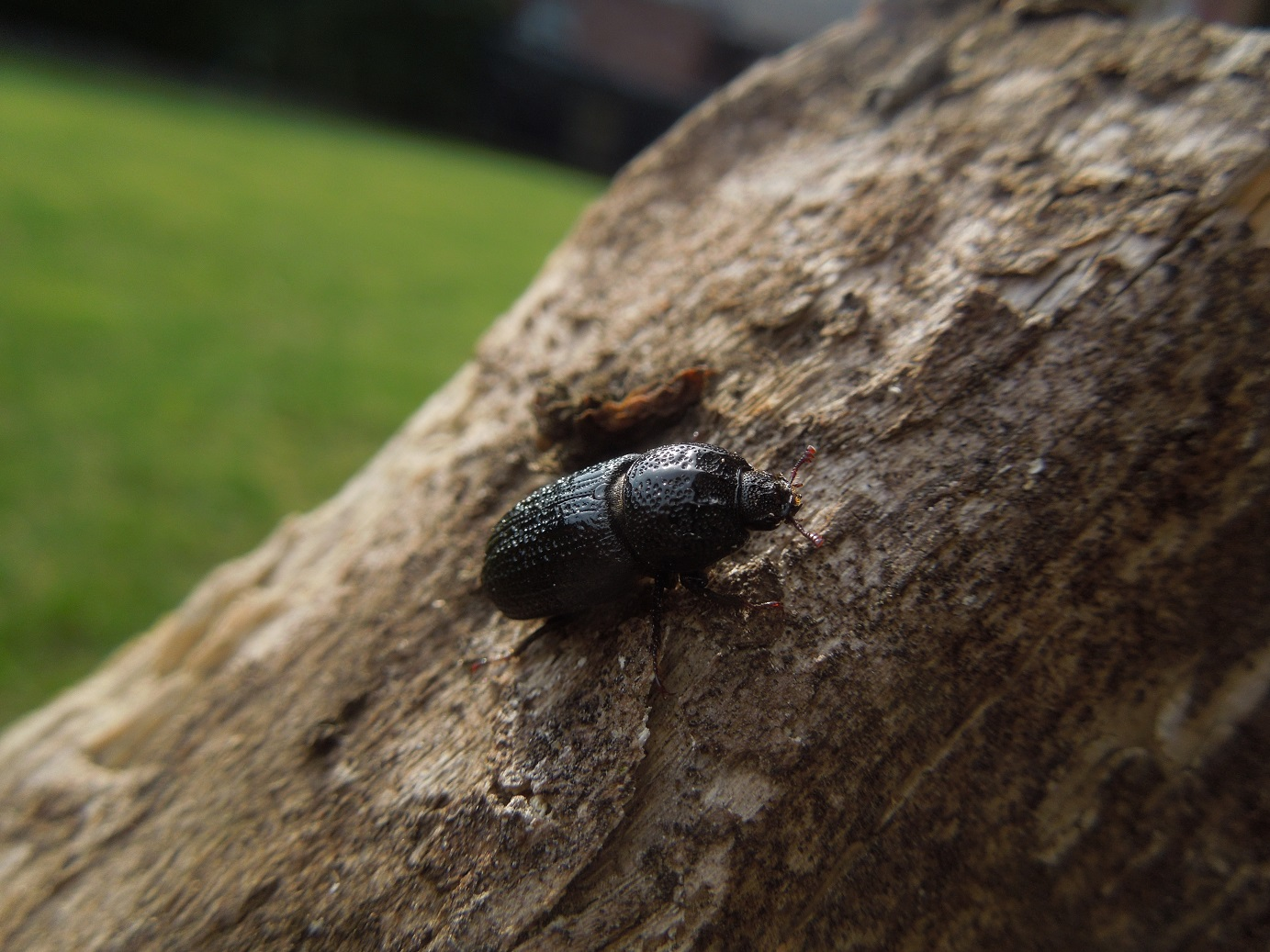
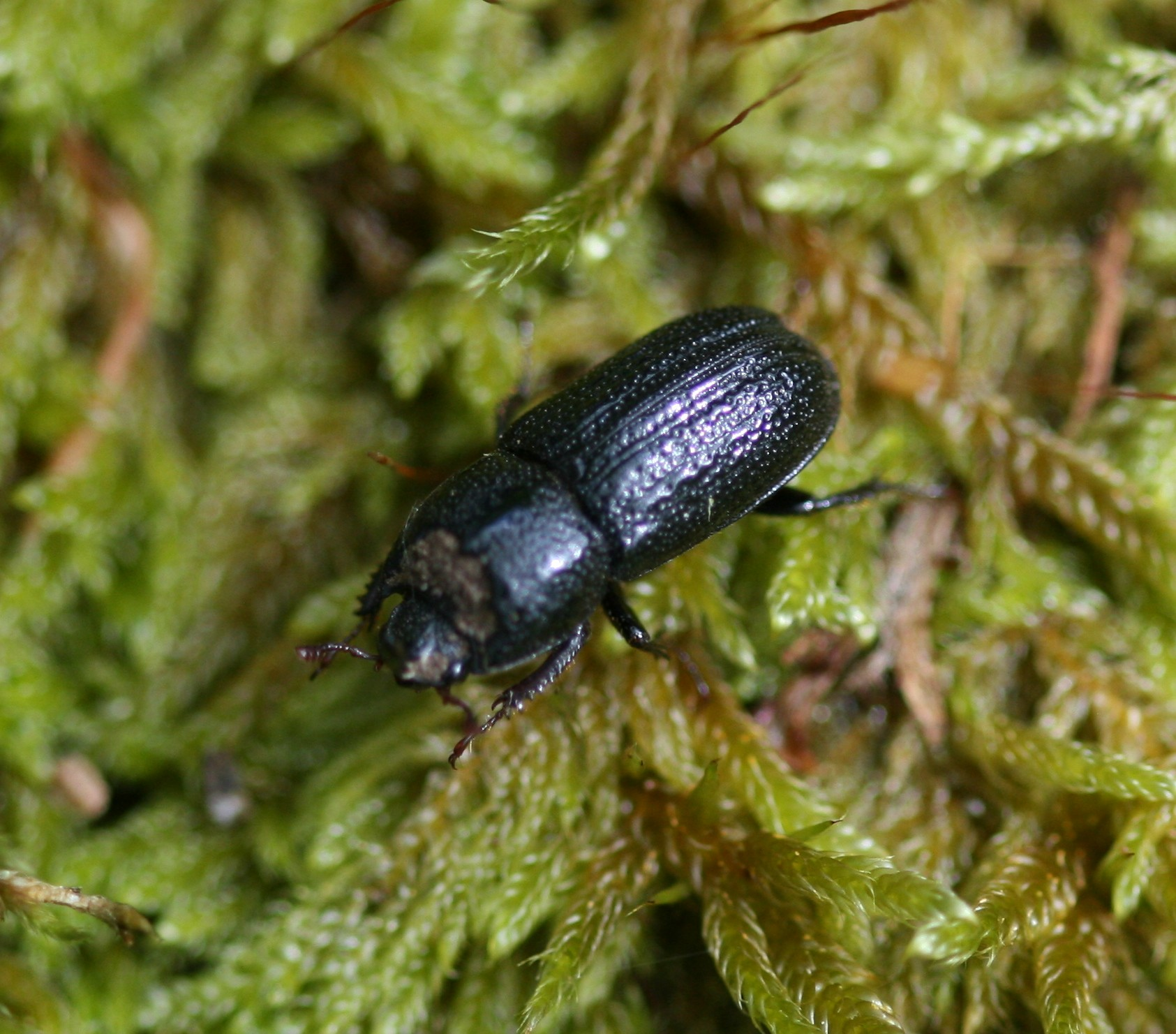